# Abdellatif Limami
Abdellatif Limami (Mequinez, 1953-Casablanca, 18 de marzo de 2025) fue un profesor, escritor, hispanista y crítico marroquí de lengua española, que ejerció su profesión como catedrático de lengua española en la Universidad Sidi Mohamed Ben Abdellah de Fez y en la Universidad Mohamed V.

## Obras
- De la Buenos Aires visible a la Buenos Aires inteligible (una lectura del infierno schulziano en Adam Buenosayres de Leopoldo Marechal, en Revista Marroquí de Estudios Hispánicos n.º 1, 1991, pp 77-83.
- La ciudad marroquí en Los nombres del aire de Alberto Ruy Sánchez y Aguafuertes españolas de Roberto Arlt, en Huellas comunes y miradas cruzadas: Mundos árabe, ibérico e iberoamericano, coord. Mohammed Salhi, Facultad de Letras, Universidad Mohamed V, Rabat, 1995, pp. 155-166.
- La república andaluza de Rabat en el siglo XVII de Guillermo Gozalbes Busto, presentación, en El siglo XVII hispanomarroquí, coord. Mohammed Salhi, Coloquios y Seminarios n.º 64, Faculté des Lettres, Université Mohamed V, Rabat, 1997, pp. 353-359.
- Calle del agua Manuel Gahete, Abdellatif Limami SIAL EDICIONES